# Lampre-Daikin/2002
Deze pagina geeft een overzicht van de Lampre-Daikin wielerploeg in 2002.

## Algemeen
Sponsor: Lampre (staalfabrikant), Daikin (electronicabedrijf)
Algemeen manager: Giuseppe Saronni
Ploegleiders: Pietro Algeri, Maurizio Piovani, Brent Copeland
Fietsmerk: Fondriest

## Renners
| Naam                  | Geboortedatum | Nationaliteit       | Ploeg 2001                          |
| --------------------- | ------------- | ------------------- | ----------------------------------- |
| Sergio Barbero        | 17-01-1969    | Italië              |                                     |
| Raivis Belohvosciks   | 21-01-1976    | Letland             |                                     |
| Rubens Bertogliati    | 09-05-1979    | Zwitserland         |                                     |
| Simone Bertoletti     | 25-08-1974    | Italië              |                                     |
| Massimo Codol         | 27-02-1973    | Italië              |                                     |
| Alessandro Cortinovis | 11-10-1977    | Italië              | Colpack-Astro                       |
| Ludo Dierckxsens      | 14-10-1964    | België              |                                     |
| Matteo Frutti         | 29-01-1975    | Italië              |                                     |
| Juan Manuel Gárate    | 24-04-1976    | Spanje              |                                     |
| Milan Kadlec          | 13-10-1974    | Tsjechië            | Mobilvetta Design-Formaggi Trentini |
| Alberto Loddo         | 05-01-1979    | Italië              | Neoprof                             |
| Gabriele Missaglia    | 24-07-1970    | Italië              |                                     |
| Luciano Pagliarini    | 18-04-1978    | Brazilië            |                                     |
| Mariano Piccoli       | 11-09-1970    | Italië              |                                     |
| Marco Pinotti         | 25-02-1976    | Italië              |                                     |
| Manuel Quinziato      | 30-10-1979    | Italië              | Neoprof                             |
| Raimondas Rumsas      | 14-01-1972    | Litouwen            | Fassa Bortolo                       |
| Maximilian Sciandri   | 15-02-1967    | Verenigd Koninkrijk |                                     |
| Marco Serpellini      | 14-08-1972    | Italië              |                                     |
| Zbigniew Spruch       | 13-12-1965    | Polen               |                                     |
| Ján Svorada           | 28-06-1968    | Tsjechië            |                                     |
| Pavel Tonkov          | 09-02-1969    | Rusland             | Mercury-Viatel                      |
| Johan Verstrepen      | 21-10-1967    | België              |                                     |

## Belangrijke overwinningen
| Ronde van Qatar 4e etappe: Alberto Loddo GP Chiasso Rubens Bertogliati Ronde van Murcia 1e etappe: Ján Svorada Wielerweek van Lombardije 3e etappe, deel A: Ján Svorada 5e etappe: Ján Svorada Ronde van Trentino 3e etappe: Juan Manuel Gárate Ronde van België 1e etappe: Ján Svorada 4e etappe: Ján Svorada | Ronde van Italië 17e etappe: Pavel Tonkov Ronde van Zwitserland 7e etappe: Juan Manuel Gárate Lets kampioenschap op de weg Wegrit: Raivis Belohvosciks Tijdrit: Raivis Belohvosciks Ronde van Frankrijk 1e etappe: Rubens Bertogliati Japan Cup Sergio Barbero |

## Teams

### Ronde van Qatar
21 januari–25 januari
- [21.] Maximilian Sciandri
- [22.] Alessandro Cortinovis
- [23.] Alberto Loddo
- [24.] Luciano Pagliarini
- [25.] Mariano Piccoli
- [26.] Manuel Quinziato
- [27.] Milan Kadlec
- [28.] Johan Verstrepen

### Ronde van de Algarve
9 februari–13 februari
- [1.] Pavel Tonkov
- [2.] Rubens Bertogliati
- [3.] Simone Bertoletti
- [4.] Massimo Codol
- [5.] Ludo Dierckxsens
- [6.] Luciano Pagliarini
- [7.] Maximilian Sciandri
- [8.] Johan Verstrepen

### Ronde van de Middellandse Zee
13 februari–17 februari
- [89.] Raimondas Rumsas
- [90.] Ján Svorada
- [91.] Alessandro Cortinovis
- [92.] Matteo Frutti
- [93.] Milan Kadlec
- [94.] Manuel Quinziato
- [95.] Marco Serpellini
- [96.] Zbigniew Spruch

### Ruta del Sol
17 februari–21 februari
- [141.] Pavel Tonkov
- [142.] Rubens Bertogliati
- [143.] Massimo Codol
- [144.] Alberto Loddo
- [145.] Ludo Dierckxsens
- [146.] Juan Manuel Garate
- [147.] Luciano Pagliarini
- [148.] Johan Verstrepen

### Ronde van Murcia
6 maart–10 maart
- [121.] Rubens Bertogliati
- [122.] Gabriele Missaglia
- [123.] Luciano Pagliarini
- [124.] Zbigniew Spruch
- [125.] Maximilian Sciandri
- [126.] —
- [127.] Jan Svorada
- [128.] Johan Verstrepen

### Tirreno-Adriatico
14 maart–20 maart
- [111.] Rubens Bertogliati
- [112.] Alessandro Cortinovis
- [113.] Ludo Dierckxsens
- [114.] Gabriele Missaglia
- [115.] Maximilian Sciandri
- [116.] Marco Serpellini
- [117.] Zbigniew Spruch
- [118.] Jan Svorada

### Milaan-San Remo
23 maart
- [131.] Rubens Bertogliati
- [132.] Alessandro Cortinovis
- [133.] Ludo Dierckxsens
- [134.] Gabriele Missaglia
- [135.] Maximilian Sciandri
- [136.] Zbigniew Spruch
- [137.] Jan Svorada
- [138.] Marco Serpellini

### Ronde van Italië
11 mei–2 juni
- [91.] Pavel Tonkov
- [92.] Simone Bertoletti
- [93.] Massimo Codol
- [94.] Juan Manuel Garate
- [95.] Gabriele Missaglia
- [96.] Mariano Piccoli
- [97.] Milan Kadlec
- [98.] Maximilian Sciandri
- [99.] Sergio Barbero

### Ronde van Zwitserland
18 juni–27 juni
- [51.] Pavel Tonkov
- [52.] Rubens Bertogliati
- [53.] Raivis Belohvoščiks
- [54.] Johan Verstrepen
- [55.] Juan Manuel Garate
- [56.] Gabriele Missaglia
- [57.] Luciano Pagliarini
- [58.] Mariano Piccoli

### Ronde van Frankrijk
6 juli–28 juli
- [151.] Marco Serpellini
- [152.] Raivis Belohvoščiks
- [153.] Rubens Bertogliati
- [154.] Alessandro Cortinovis
- [155.] Ludo Dierckxsens
- [156.] Luciano Pagliarini
- [157.] Marco Pinotti
- [158.] Raimondas Rumsas
- [159.] Jan Svorada

### Ronde van Portugal
2 augustus–15 augustus
- [121.] Simone Bertoletti
- [122.] Massimo Codol
- [123.] Juan Manuel Garate
- [124.] Alberto Loddo
- [125.] Milan Kadlec
- [126.] Luciano Pagliarini
- [127.] Manuel Quinziato
- [128.] Sergio Barbero
- [129.] Johan Verstrepen

### Ronde van Nederland
20 augustus–24 augustus
- [71.] Ludo Dierckxsens
- [72.] Raivis Belohvoščiks
- [73.] Mariano Piccoli
- [74.] Alberto Loddo
- [75.] Manuel Quinziato
- [76.] Zbigniew Spruch
- [77.] Ján Svorada
- [78.] Johan Verstrepen

### Ronde van Spanje
7 september–29 september
- [131.] Juan Manuel Garate
- [132.] Simone Bertoletti
- [133.] Massimo Codol
- [134.] Milan Kadlec
- [135.] Johan Verstrepen
- [136.] Mariano Piccoli
- [137.] Zbigniew Spruch
- [138.] Ján Svorada
- [139.] Pavel Tonkov

### Ronde van Lombardije
19 oktober
- [141.] Sergio Barbero
- [142.] Simone Bertoletti
- [143.] Rubens Bertogliati
- [144.] Alessandro Cortinovis
- [145.] Massimo Codol
- [146.] Gabriele Missaglia
- [147.] Maximilian Sciandri
- [148.] Marco Serpellini

Mannen:1991 · 1992 · 1993 · 1994 · 1995 · 1996 · 1997-1998 · 1999 · 2000 · 2001 · 2002 · 2003 · 2004 · 2005 · 2006 · 2007 · 2008 · 2009 · 2010 · 2011 · 2012 · 2013 · 2014 · 2015 · 2016 · 2017 · 2018 · 2019 · 2020 · 2021 · 2022 · 2023 · 2024 · 2025
Vrouwen:2022 · 2023 · 2024 · 2025